# Atom
För andra betydelser, se Atom (olika betydelser).
En atom (av grekiska: ἄτομος, átomos, "odelbar") är den minsta enheten av ett grundämne som definierar dess kemiska egenskaper. Namnet skapades i den antika atomteorin och avsåg då de minsta enheter som tillsammans med tomrum bildade universum. Preciseringen till kemins grundämnen gjordes på 1800-talet. Den definitionen är fortfarande giltig, även om det sedan länge är känt att atomer inte är odelbara utan har en inre struktur bestående av positivt laddade protoner, neutrala neutroner, samt negativt laddade elektroner. Protonerna och neutronerna befinner sig i atomkärnan och kallas nukleoner vilka är uppbyggda av kvarkar. Atomkärnan utgör nästan hela atomens massa, då protonen och neutronen båda är cirka 1800 gånger tyngre än elektronen. Elektronerna befinner sig i elektronmolnet som omger kärnan och detta elektronmoln är många gånger större än kärnan. En atom är ungefär 0,1 nanometer (1 ångström) i diameter.
Atomers massa mäts av praktiska skäl ofta i atommassenheten (u), som är ungefär 1,66·10−27 kg. Den lättaste atomen är väte, som väger cirka 1 u, vilket innebär att det går nära 6·1023 väteatomer på ett gram väte. De tyngsta atomerna som har studerats väger nära 300 u.
Antalet protoner i kärnan kallas atomnummer och bestämmer vilket grundämne det rör sig om. Den enklaste atomen är väte som har atomnummer 1 och består av en proton och en elektron.
Antalet protoner och neutroner är atomens masstal. Antalet protoner i atomkärnan är atomens atomnummer. Atomer med samma atomnummer men olika masstal kallas isotoper. Deuterium är en isotop av väte med masstalet 2 och består av en proton, en neutron och en elektron. Antalet elektroner i en atom är lika med antalet protoner, så totalt sett är atomen oladdad. Om en atom får fler eller färre elektroner bildas en jon, som är elektriskt laddad.

## Atomens fysik
Atomens fysik studeras på två olika plan: dels kvantmekaniskt, där elektronerna och deras energiförhållanden är i fokus, och dels i den subatomära fysiken, där främst kärnans egenskaper studeras.

### Elektroner
Enligt kvantmekaniken och pauliprincipen befinner sig varje elektron i ett av flera "skal" eller "band". Till skillnad mot vad många enklare illustrationer ger intryck av (till exempel modellen av en litiumatom ovan) cirkulerar inte elektronerna kring kärnan likt planeterna i ett solsystem. Elektronens position ändras på ett oförutsägbart sätt men positionen kan beskrivas med hjälp av en vågfunktion, som möjliggör en bestämning av ett begränsat område där elektronen med hög sannolikhet befinner sig vid en viss tidpunkt. På grund av pauliprincipen kan varje sådant tillstånd endast upptas av två elektroner med olika spinn, men då flera tillstånd liknar varandra har de samma sannolikhetsmaxima och de områden där dessa inträffar kallas elektronskal. Elektroner med samma energi kommer att vara i samma "skal". Elektronerna med högst energi kommer att vara längst från kärnan, de med lägst energi närmast. Det skal med högst energi som innehåller elektroner i atomens grundtillstånd kallas valensskal och de elektroner som ingår i dessa kallas valenselektroner.
Elektroner kan även exciteras till skal med högre energier än valensbandets. När elektronerna sedan faller tillbaka utsänder de elektromagnetisk strålning i form av en foton. Om denna har en frekvens i den synliga delen av spektrumet uppfattar vi en färg.

### Kärnan
Antalet protoner och/eller neutroner kan förändras via fission, fusion eller radioaktivt sönderfall, och atomen övergår då i en eller flera nya atomer.
För ett grundämne gäller att antalet protoner är konstant men antalet neutroner kan variera. Till exempel 
klor har 17 protoner i kärnan men har stabila isotoper med 18 och 20 neutroner. 
Ett annat exempel är väte med en proton i kärnan samt 0, 1 eller 2 neutroner, där de olika varianterna begåvats med egna namn: protium, deuterium respektive tritium.

## Kemi
Inom kemi benämns ofta enbart atomer utan total laddning som atomer, de måste alltså ha lika många elektroner som kärnan har protoner. En atom med olika antal elektroner och protoner benämns istället för en jon. Inom grundläggande kemi ses atomer som odelbara enheter där enbart elektronerna i det yttersta skalet är delaktiga i kemiska reaktioner. De elektronerna benämns valenselektroner. För med avancerad kemi eller mer precisa beräkningar behöver dock interaktioner med samtliga elektroner tas hänsyn till. System med flera atomer i en enhet kallas för molekyl eller kristall beroende på hur atomerna är arrangerade.
Kemiska reaktioner beror på elektroner i olika atomer går från ett tillstånd till ett annat. Elektronerna kan gå från en atom till en annan eller ändra konfiguration så att de binder atomerna på ett annat sätt. Olika ämnen är olika benägna att binda elektroner vilket på grund av elektronens negativa laddning kallas elektronegativitet. Mest elektronegativa är ämnen högst upp till höger i det periodiska systemet och minst de längst nertill vänster.

## Historik
Filosofiska funderingar om atomer återfinns i antikens Grekland och hos indierna på 400- och 500-talen f.Kr. Det var grekerna som gav atomen sitt namn, efter det grekiska ordet atomos, som betyder "odelbar".
De tidigaste kända idéerna om något som liknar dagens atomer utvecklades av Demokritos i Grekland runt 450 f.Kr. Idén vidarefördes av Epikuros (341–270 f. Kr.) och hans anhängare. De beskrivs bl.a. i Lucretius latinska lärodikt Om tingens natur från första århundradet f. Kr. Atomteorin var sedan bortglömd fram till på 1600-talet då Pierre Gassendi återupplivade Epikuros naturfilosofi och argumenterade för att den mycket väl kunde förenas med den kristna tron.
År 1803 använde John Dalton atombegreppet för att förklara att kemiska föreningar bestod av grundämnen i fasta proportioner. Han lade fram en teori där varje grundämne bestod av atomer av ett särskilt slag, som sedan kunde förena sig med varandra till olika kemiska föreningar. Dalton gjorde också en första tabell över relativa atomvikter med vätets atomvikt som enhet. Eftersom man inte entydigt kunde bestämma hur många atomer av ett visst slag, som ingick i varje molekyl, var atomvikter från det tidiga 1800-talet ofta fel på en faktor 2. Det underliggande problemet var om de vanliga gaserna syre, väte och kväve bestod av isolerade atomer eller, som man vet idag, av tvåatomiga molekyler.
Det var sedan under hela 1800-talet en öppen fråga om atomer verkligen existerade, eller om de bara var ett teoretiskt hjälpmedel för att förklara kemiska lagbundenheter. Den som utvecklade en teori för bl. a. gasers egenskaper baserad på att de bestod av molekyler sammansatta av atomer var österrikaren Ludwig Boltzmann (1844–1906). När Einstein 1905 kunde visa att Boltzmanns teori också kunde användas på Brownsk rörelse, som var ett direkt observerbart fenomen, blev de sista atomskeptikerna av betydelse övertygade om deras existens. Materien kan inte delas i oändligt små delar utan att egenskaperna förändras. Fransmannen Jean Baptiste Perrin fick nobelpriset i fysik 1926 för att experimentellt ha bekräftat Einsteins teori och därmed bekräftat atomernas existens.
År 1897 upptäckte engelsmannen J.J. Thomson elektronen, vilket visade att atomer inte var odelbara utan hade en inre struktur. Thomson trodde att elektronerna var jämnt fördelade i atomen, och att de balanserades av en jämnt fördelad positiv laddning. Elektronerna var som negativt laddade russin i en positivt laddad kaka eller pudding. Thomsons atommodell hade fördelen att vara stabil under elektrostatikens lagar, men visade sig ändå vara fel, då Ernest Rutherford 1912 kunde förklara experiment där en guldfolie bombarderades med positivt laddade alfapartiklar med att atomens positiva laddning och största delen av dess massa var lokaliserad i en atomkärna med mycket liten utsträckning. Elektronerna skulle då röra sig runt kärnan som planeterna i ett solsystem. Dansken Niels Bohr kunde 1913 utveckla Rutherfords idéer vidare. Han insåg att ett Rutherfords atom inte kunde existera enligt den klassiska elektricitetslärans lagar. Enligt dessa skulle elektronerna sända ut strålning, förlora energi och falla ner i atomkärnan. Bohrs lösning var att lägga till ett villkor som kan tolkas som att elektronerna inte bara var partiklar utan också hade vågegenskaper. Genom att anta att den ensamma elektronen i väteatomen hade stabila banor runt atomkärnan och kombinera resultat från Plancks teori för svartkroppstrålning och Einsteins teori för den fotoelektriska effekten, kunde han beräkna de observerade spektrallinjerna för väteatomen. Ljuset i dessa linjer uppstår när elektronen faller ner från en bana med högre energi till en med lägre energi. Bohr kunde senare kvalitativt förklara hur grundämnenas karakteristiska röntgenstrålning uppstår genom att hål som bildats i de tyngre atomernas inre elektronskal fylldes med elektroner från något av de yttre skalen.
Bohrs atommodell fungerade emellertid kvantitativt bara för system med en elektron. Redan för heliumatomen blev resultaten helt fel. Problemet var hur man på ett generellt sätt skulle kunna föra in "kvantiseringsvillkor", dvs. inkludera elektronernas vågegenskaper i en teori som utgick från den klassiska mekaniken och elektricitetsläran. 
De som lyckades med detta var Bohrs medarbetare tysken Werner Heisenberg och österrikaren Erwin Schrödinger. På sommaren 1925 respektive på nyåret 1926 kom dessa två med helt olika matematiska metoder fram till vad som Schrödinger senare visade var samma sak – den "moderna" kvantmekaniken. Det är Schrödingers formulering som används mest idag. Där är det grundläggande begreppet vågfunktionen, från vilken man kan beräkna sannolikheten för att finna en partikel – t.ex. en elektron – på en viss plats.
Enligt kvantmekaniken har elektronen både partikel- och vågegenskaper. Man kan således (i varje fall i princip) bestämma dess läge, som vi kan betrakta som en partikelegenskap, vid en viss tidpunkt men kan då inte veta något om dess hastighet, som vi här kan betrakta som en vågegenskap. På samma sätt kan man bestämma elektronens hastighet, men avsäger sig då möjligheten att säga exakt var den befinner sig. Detta är en konsekvens av Heisenbergs osäkerhetsprincip, som denne formulerade 1927.